# RCTV
RCTV («Radio Caracas Televisión») — бывший венесуэльский телеканал, который был основан 15 ноября 1953 года и закрыт 27 мая 2007 года. Его заменил общественный телеканал «TVes».

## История
Телеканал RCTV было основано в 1953 году, когда у власти был Маркос Перес Хименес. Это часть «Empresas 1BC».
28 мая 1987 года правительство президента Венесуэлы Хайме Лусинчи объявило новый указ о получении лицензий на радио для национального телевидения и радио. Затем предоставляются льготы на эксплуатацию радио- и телевизионных частот сроком на 20 лет. Следовательно, концессия, предоставленная каналу RCTV государством, должна была быть возобновлена или прекращена 27 мая 2007 года.
Канал прекратил вещание в конце весны 2007 года. Общественный телеканал «TVes» сразу получил радиоканал RCTV.
Незадолго до прекращения действия лицензии на наземное вещание аудитория RCTV составляла 30 % венесуэльских зрителей. RCTV был самым популярным каналом в Венесуэле, особенно популярным среди самых обездоленных людей в Венесуэле, которые не имеют доступа к кабельным и спутниковым каналам.

## Телевизионные программы

### Новости
- Alerta (1975—1999; 2006—2010)
- Los Chismes De La Bicha (2007—2010)
- La Entrevista (2001—2010)
- El Observador (1953—2012)

### Реальность
- Ají Picante (2000—2010)
- Casting RCTV (2004)
- Date con Todo (2006)
- Fama y Aplausos / Fama Sudor y Lágrimas (2001—2007)
- Justicia Para Todos (1999—2000)
- Montados en la olla (2008—2010)
- La Pareja Dispareja (2008)

### Ток-шоу и разнообразие
- A Puerta Cerrada (1983—1997; 2007—2010)
- Un Angel En El Observador (1999—2012)
- Cita Con Las Estrellas (2003)
- De Boca En Boca (1999)
- Loco Video Loco (1992—2010)
- Momentos RCTV (2007)
- Poniendo La Comica (2007)
- Radio Rochela (1961—2010)
- Sábado Espectacular (1968—1971, 1989—1990, 1999)
- Sábado Mundial (1992—1995)
- El Show de Renny (1958—1959; 1961—1962; 1964—1965; 1967—1971)

### Игровое шоу
- Al Pie de la Letra (2006—2007)
- Aló RCTV (1999—2000)
- Aprieta y Gana (2000—2006)
- Arranca (2005—2006)
- Avízzzpate (1999—2000)
- Concurso Millonario (1986—1988)
- El Precio Justo (2004)
- ¿Quién Quiere Ser Millonario? (2000-сегодняшний день)

### Документальный
- Bitácora (1994-сегодняшний день)

## Лозунги
- 1963—1981 : No hay dos como el 2
- 1982—1983 : RCTV La Número 1
- 1984—1987 : En RCTV hay más estrellas que en el cielo
- 1988—1989 : Inseparables | Supremacía total
- 1990—1991 : Porque para nosotros el número uno es usted | El canal del 90 | El canal que se siente más
- 1991—1992 : La Televisión Por siempre Radio Caracas
- 1992—1993 : La Televisión… orgullosos de lo nuestro
- 1993—1994 : Siga con Radio Caracas… La Televisión | Usted siente la diferencia
- 1994—1995 : La Televisión, Radio Caracas
- 1995—1996 : Somos la televisión… como debe ser
- 1996—1998 : Somos su mejor elección
- 1997 : La televisión que usted quiere
- 1998 : Donde tú te ves
- 1999 : Alegría y Optimismo… RCTV
- 2000: Puro corazón que se ve | Somos lo que tu quieres ver
- 2003 : Te siente, te ve | 50 Resteados
- 2004 : Como te dé la gana | Así es como es | Pa' 'lante es pa' allá
- 2006 : Tenemos con que | 53 Aniversario
- 2007 : Un amigo es para siempre
- 2007 : Alto pana, 'ta contigo
- 2008 : Donde nos pongan, la pegamos | 1 Con Todo
- 2009 : R.C.T.V
- 2010 : RCTV: marca el paso